# 광주수피아여자고등학교 소강당
광주수피아여자고등학교 소강당은 2011년 7월 22일 광주광역시 문화재자료 제27호로 지정되었다.

## 개요
광주수피아여자고등학교는 광주 근대사항의 효시이고, 당시 규정에 의한 지정학교 인가를 위하여 1928년에 신축된 것으로 추정되는 소강당은 광주에 남아 있는 체육시설 가운데 가장 오래된 것이다. 붉은벽돌집으로 독득한 박공지붕, 왕대공 트러스 등은 당시의 건축 양식과 기술, 기능을 후세에 전하는 중요한 자료이다.
이에 광주수피아여자고등학교 소강당을 문화재 자료를 지정하여 보존하고자 광주광역시 문화재자료로 지정되었다.

## 같이 보기
- 광주수피아여자고등학교

## 참고 자료
- 광주수피아여자고등학교 소강당 - 국가유산청 국가유산포털